# Анджелина Джордан
Анджели́на Джо́рдан (англ. Angelina Jordan — английская версия собственного двойного имени; настоящее имя Ангели́на Йо́рдан А́стар (норв. Angelina Jordan Astar; род. 10 января 2006, Осло) — норвежская певица, исполнительница джазовых композиций, автор книги для детей, актриса.

## Биография
Родители — Джерри Крисчен Слейттман и Сара Астар. Отец (по профессии — инженер-нефтяник) долгое время вместе с семьёй жил и работал в США, поэтому дочь свободно разговаривает на английском языке. По семейному преданию, впервые проявила музыкальные способности в полтора года, когда стала подпевать песне Уитни Хьюстон «I Will Always Love You». Начала петь, устраивая караоке-концерты для членов семьи, увлекаясь творчеством Джонни Холлидея и Уитни Хьюстон. В 2014 году приняла участие в крупном телепроекте — национальном конкурсе «Norske Talenter» и стала его победителем. Анджелина Джордан стала самым юным исполнителем, когда-либо побеждавшем на этом конкурсе (с результатом 46 % голосов). В первом туре Norske talenter заслужила овации за песню «Мрачное воскресенье» (сочинённую в 1933 году, известную в исполнении Билли Холидей). В финале исполнила арию «Летней порой» из оперы «Порги и Бесс» Джорджа Гершвина. За победу девочка получила 500 000 крон. «Я становлюсь другим человеком, когда я пою. Это было похоже на прекрасный сон», — сказала она в интервью TV 2.
Победа принесла ей внимание крупнейших средств массовой информации Европы и Америки: People, Time magazine, The Daily Mirror, Daily Mail, The San Francisco Globe, The Hollywood Reporter, CNN, O Globo (Бразилия). Критики сравнивали её с Эми Уайнхаус.
В этом же году Анджелина выступила на концерте в честь вручения Нобелевской премии мира. В сентябре 2014 года она выступала в американском ТВ-шоу «The View». Исполнила композицию «Fly Me to the Moon», которая была написана Бартом Ховардом в 1954 году, наибольшую популярность она приобрела в исполнении Фрэнка Синатры. Анджелина Джордан также выступала в программах норвежского TV 2 («Allsang på Grensen») и TV 4 в Швеции.
Анджелина Джордан исполнила небольшую роль в последнем эпизоде «Лиллехаммера» (он носит название «Loose Ends») — телесериала американо-норвежского производства о немолодом гангстере из Нью-Йорка, сдавшем своего босса полиции, и по программе защиты свидетелей вынужденном переехать в небольшой городок на востоке Норвегии. Сыграла в фильме девочку, поющую в баре.
В декабре 2014 года выпустила свой первый мини-альбом, включавший три песни («Silent Night», «White Christmas», «I Saw Mommy Kissing Santa Claus»). В настоящее время на основе этого альбома работает над своим первым полноценным альбомом.
В апреле 2016 года она выступала на телевизионном шоу талантов Little Big Shots (NBC). В 2016 году Анджелина Джордан запустила собственный канал YouTube.
В мае 2016 года выступила в Нью-Йорке на концерте, организованном Rainforest Alliance в Американском музее естественной истории, в Лос-Анджелесе в присутствии четырнадцати американских астронавтов на сборе средств для Музея космонавтики в Калифорнии, а также на концерте в пользу Mattel Children’s Hospital UCLA. Также певица выступила на Kongsberg Jazzfestival вместе с популярной американской джазовой певицей Мелоди Гардо.
Певица сотрудничала с лейблом PRMD, а в 2020 году подписала договор со звукозаписывающей фирмой Republic Records. В настоящее время девочка проживает в Лос-Анджелесе. Она начала сочинять музыку и в 2021 году выпустила видеоклип на свой дебютный авторский сингл предыдущего года «Million Miles». Эта баллада — дань уважения покойному деду Джордан.

## Личность певицы
Анджелина Джордан жила в Осло вместе с семьей, у неё есть младшая сестра. Своим наставником и талисманом девочка называла свою бабушку. «Она везде со мной, например, когда у меня концерт, а также в [домашней] студии, когда я занимаюсь музыкой», — утверждала Джордан. Девочка училась в Вальдорфской школе Осло, а также посещала Школу музыки и исполнительского мастерства, где занимается вокалом. Кроме пения она берёт уроки игры на фортепиано, скрипке и флейте.
В свободное от занятий время любила слушать записи Дины Вашингтон, Джеймса Брауна, Луи Армстронга, группы ABBA. В интервью 2021 года своими кумирами девочка назвала Билли Холидей, Уитни Хьюстон, Адель и Бейонсе.
На концертах всегда выступает босиком. В 2015 году Анджелина Джордан опубликовала предназначенную для детской аудитории книгу «Между двух сердец» (норв. «Mellom to hjerter»), иллюстрированную её бабушкой Мэри Замани (литературным консультантом выступил поэт и драматург Эрлинг Киттельсен). Книга рассказывает о встрече Анджелины Джордан с бедной девочкой-сиротой из Азии, которой Анджелина Джордан отдаёт туфли. В свою очередь, девушка обещает всегда молиться за неё. Книга основана на реальной истории, которую Анджелина Джордан приводит в качестве причины такой манеры выступления. В одном из интервью она рассказала, что однажды, когда ей было шесть лет, она видела бездомного ребёнка, у которого даже в холодное время года не было обуви. Это настолько её впечатлило, что она решила, что не будет носить обувь на сцене.

## Записи

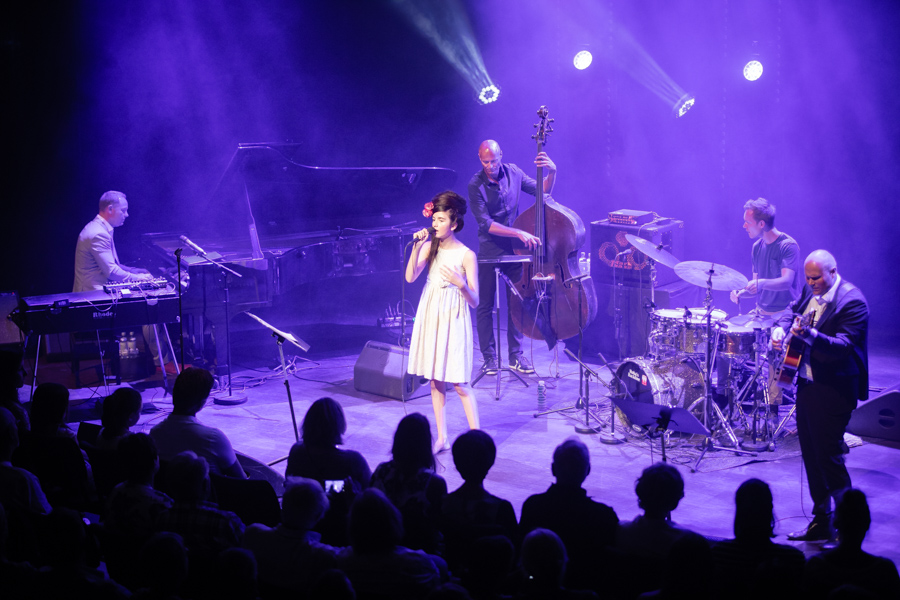
Анджелина Джордан на джазовом фестивале в Конгсберге, 2018

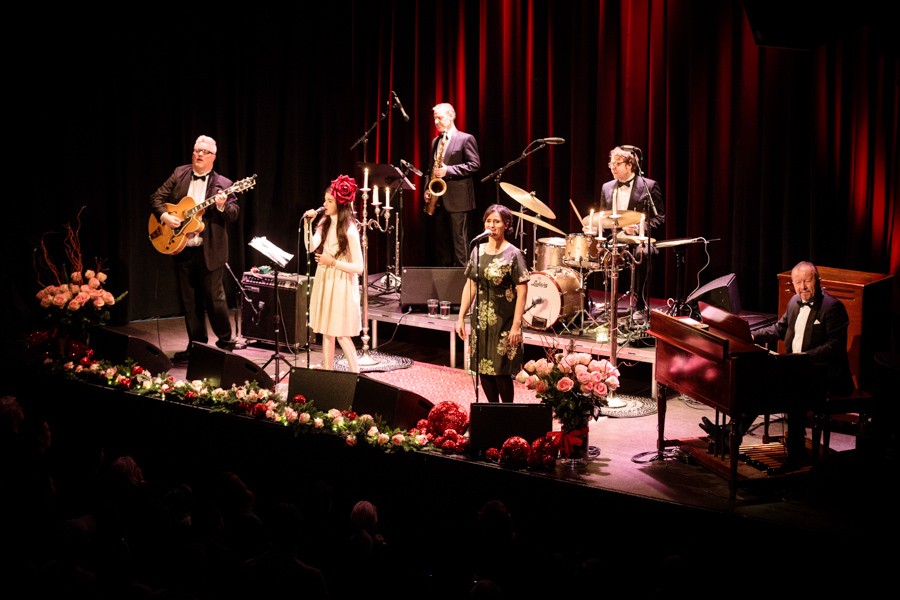
Анджелина Джордан на концерте в зале Космополит в Осло с группой The Real Thing

| Год  | Название                                                                           | Треки |
| ---- | ---------------------------------------------------------------------------------- | --- |
| 2014 | «My Christmas» (Aльбом, release Date: 15 Dec. 2014, label: PRMD, ASIN: B00QSQGSVA) | 1. «White Christmas» 2. «I Saw Mommy Kissing Santa Claus» 3. «Silent Night» |
| 2016 | «Back to Black» (сингл)                                                            | |
| 2017 | «What a Diff’rence a Day Makes» (сингл)                                            | |
| 2016 | «I Put A Spell On You» (сингл)                                                     | |
| 2017 | «Fly Me to the Moon» (сингл)                                                       | |
| 2017 | «When You're Smiling» (сингл)                                                      | |
| 2017 | «Angelina Jordan — The EP»                                                         | 1. «I Put a Spell on You» 2. «Our Day Will Come» 3. «When You’re Smiling» 4. «Fly Me to the Moon» 5. «What a Diff'rence a Day Made» 6. «Back to Black» |
| 2018 | «It’s Magic»                                                                       | 1. «It’s Magic» 2. «What Is Life» 3. «Cheek to Cheek» 4. «Waltz for Debby» (instrumental) 5. «Oslo» 6. «Crazy» 7. «Fly Me to the Moon» 8. «Cry Me a River» 9. «Line for Lyons» (instrumental) 10. «I’m a Fool Want You» 11. «La Boheme» 12. «It’s a Man’s World» 13. «Answer Me, My love» (instrumental) 14. «MrLonely» 15. «Speak Softly Love» 16. «Can’t Help Falling In Love» |
| 2018 | «What is Life» (сингл)                                                             | |
| 2018 | «Shield» (сингл)                                                                   | |
| 2020 | «Bohemian Rhapsody» (сингл)                                                        | |
| 2020 | «Million Miles» (сингл)                                                            | |
| 2021 | «7th Heaven» (сингл)                                                               | |

## Фильмография (по IMDB)
| Год  | Фильм                                                        | Роль        |
| ---- | ------------------------------------------------------------ | ----------- |
| 2014 | ТВ сериал «Лиллехаммер» (эпизод «Loose Ends»)                | Юная певица |
| 2015 | ТВ сериал «Линдмо» (эпизод «#8.11»)                          | Гостья      |
| 2016 | ТВ сериал «Håp i ei Gryte» (эпизод «Fjerde Søndag i advent») | Юная певица |

## Книги
- 2015. Анджелина Джордан. Между двумя сердцами[24]

## Награды
| Год  | Награда    | Конкурс           |
| ---- | ---------- | ----------------- |
| 2014 | Победитель | «Norske Talenter» |